# Pronoms personnels japonais
Les mots japonais que l'on considère comme étant des pronoms personnels se comportent exactement comme des noms. Ils peuvent être omis, si le contexte linguistique et extralinguistique permet d'identifier les agents. Le locuteur a recours à leur usage plus souvent pour préciser délibérément l'agent en question, sinon pour accentuer la présence de ce dernier, produisant un effet de mise en scène, au même titre qu’un « moi » dans un énoncé du type « moi, je mange. » Par ailleurs, ils n’influencent en aucune manière la forme du verbe auxquels éventuellement ils se rapportent.
La multiplicité des mots ayant pour sens « moi », « toi », « il », « elle », etc. sert notamment à révéler des informations sur le type de relation que le locuteur perçoit ou souhaite entretenir pour son interlocuteur ou le tiers en question et s'inscrit dans le domaine du registre de langue. Elle compense l'absence des désinences personnelles dans le système verbal et répond à l'existence du système de déférence, Keigo, qui intervient entre autres sous forme de verbes.

## Je
| Mot       | Écriture | Connotation |
| --------- | -------- | --- |
| watashi   | 私       | Poli et plus utilisé par les femmes tout en restant mixte |
| watakushi | 私       | Très poli (utilisé par les hommes d'affaires par exemple) |
| watasu    |          | Archaïque |
| washi     | 儂、私   | Utilisé par les personnes âgées. Connote une certaine supériorité sociale par rapport au locuteur (les vieillards sont considérés comme « précieux » et ont l'attitude plus large vis-à-vis de l'étiquette, à l'instar des jeunes enfants). |
| sessha    | 拙者     | Langage des bushi, archaïque ; occasionnellement utilisé à l'écrit par certains journalistes |
| boku      | 僕       | Masculin / courant |
| ore       | 俺       | Masculin, informel, sentiment de supériorité |
| ora       | おら     | Plutôt utilisé dans les campagnes, donne un aspect un peu paysan |
| atai      | あたい   | Féminin (aussi masculin en dialecte de Kagoshima) / ancien |
| atashi    | あたし   | Féminin |
| atakushi  | あたくし | Féminin poli |
| uchi      | うち     | Sens de « (ma) maison » |
| chin      | 朕       | Utilisé par le monarque, ex. 朕は国家なり (L'État, c'est moi.) |
| yo        | 余       | N'est quasiment plus utilisé, mais était employé par exemple par des chefs d'armée |

## Tu
| Mot   | Écriture | Connotation |
| ----- | -------- | --- |
| anata | あなた   | Poli. Il existe une forme ancienne sonata, souvent utilisée dans les dorama sur l'époque Sengoku.                       |
| anta  | あんた   | Impoli. |
| kimi  | 君       | Familier (plus poli que omae qui est plutôt utilisé avec les personnes de rang inférieur).                              |
| omae  | お前     | Très familier avec un sentiment détaché, utilisé avec les personnes de rang inférieur.                                  |
| otaku | お宅     | Pour s'adresser à un interlocuteur dont on ne connaît pas davantage sur sa personne avec un léger sentiment de respect. |

À moins de parfaitement maîtriser le japonais, il est recommandé de ne pas employer les pronoms personnels de la deuxième personne. Peut-être encore plus que ceux de la première personne, ils risqueraient la plupart du temps de choquer votre interlocuteur.
Même l'usage du pronom personnel あなた (anata), que l'on rencontre parfois dans les méthodes d'apprentissage du japonais, s'avère délicat, car dans une communication avec ses pairs, il peut évoquer aussi bien du respect qu'au contraire un effet de la prise de distance suscitant du mépris selon les situations, tandis que son usage à l'écrit est très fréquent dans divers supports de communications publiques. La plupart du temps, en japonais, il vaut mieux utiliser le nom de la personne suivi de さん (san), le suffixe de titre de civilité du niveau de politesse neutre évoquant la sympathie envers celle-ci.
Un locuteur natif de la langue japonaise a tendance à utiliser plus volontiers le nom de la personne que les pronoms personnels dans le cas où leur omission n'est pas possible. Cela demande toujours de savoir mesurer différents effets psychiques qu'apportent différents facteurs dans une communication donnée. À Tokyo, par exemple, les garçons utilisent parfois おまえ (omae) quand ils parlent à un « copain », mais une simple modification du ton de la voix peut transformer le mot en insulte.
La difficulté de l'utilisation des pronoms personnels réside dans leurs multiples nuances, et le tableau ci-dessus n'est donné qu'à titre indicatif. Par exemple, le pronom きみ (kimi) est utilisé tant par un mari pour s'adresser à sa femme dans une relation conjugale que par les adultes enseignants de deux sexes pour s'adresser pour la plupart à un élève, mais parfois aussi à une élève, ou encore par un supérieur s'adressant à son collaborateur subordonné dans un contexte professionnel.

## Pronoms possessifs
Les pronoms possessifs n'existent pas, on les remplace par le pronom personnel suivi de la particule de possession の.
- « Ma voiture est rouge. » (私の車は赤いです。, Watashi no kuruma wa akai desu.?)